# 604 Records
604 Records  (estilizada como VIOIV Records) é uma empresa de produção e selo musical do cantor Chad Kroeger, vocalista da banda Nickelback e do advogado Jonathan Simkin, fundado em 2002. Seus álbuns são distribuídos no Canadá pela Universal Music Group. 604 refere-se a um dos códigos de área do Baixo Continente (que inclui a cidade de Surrey, Colúmbia Britânica, onde estão localizados os escritórios da empresa).
Simkin lançou o selo associado Light Organ Records em 2010 para lançar canções de diversas bandas de indie rock, que considerava não se encaixavam na imagem da 604 Records. Em 2014, a 604 Records mudou-se para um escritório maior e abriu o 604 Studios, uma instalação de produção multimídia com dois estúdios de gravação, estúdio de som e equipe de produção interna. A 604 Records já utilizou o 604 Studios para vários eventos de transmissão ao vivo.

## Artistas
- AJ Woodworth
- Aaron Pritchett
- Anami Vice
- Armchair Cynics
- Autumns Canon
- ByStarlight
- Carly Rae Jepsen
- Cat Thomson
- Coleman Hell
- Dallas Smith
- Daniel Wesley
- Faber Drive
- Fighting For Ithaca
- Hanson
- I65
- Jakalope
- Jessica Lee
- Jessie Farrell
- Kadooh
- The Jins
- Jojo Mason
- Marianas Trench
- Matt Webb
- Melissa Rae Barrie
- My Darkest Days
- Nathan Tries

- Nick Carter
- Oakalla
- One Bad Son
- Paige Morgan
- Ralph
- Small Town Pistols
- Suzie McNeil
- The Katherines
- The Suits XL
- Theory of a Deadman
- Thornley
- Tommy Lee